# Lacon (Illinois)
Lacon település az Amerikai Egyesült Államok Illinois államában, Marshall megyében, melynek megyeszékhelye is. Lakosainak száma 1878 fő (2020. április 1.).

## Népesség
A település népességének változása:

| 2010 | 1 937 |
| 2020 | 1 878 |